# Labeo
Labeo là một chi cá trong họ Cá chép được tìm thấy ở vùng nhiệt đới của vùng Cựu thế giới.

## Các loài
Hiện hành có 105 loài được ghi nhận trong chi này:
- Labeo alluaudi Pellegrin, 1933
- Labeo alticentralis Tshibwabwa, 1997
- Labeo altivelis W. K. H. Peters, 1852 (rednose labeo)
- Labeo angra (Hamilton, 1822)
- Labeo annectens Boulenger, 1903
- Labeo ansorgii Boulenger, 1907 (Cunene labeo)
- Labeo baldasseronii di Caporiacco, 1948
- Labeo barbatulus (Sauvage, 1878)
- Labeo barbatus Boulenger, 1898
- Labeo bata (Hamilton, 1822) (bata)
- Labeo batesii Boulenger, 1911
- Labeo boga (Hamilton, 1822)
- Labeo boggut (Sykes, 1839) (boggut labeo)
- Labeo bottegi Vinciguerra, 1897
- Labeo boulengeri Vinciguerra, 1912
- Labeo brachypoma Günther, 1868
- Labeo caeruleus F. Day, 1877
- Labeo calbasu (Hamilton, 1822) (orangefin labeo)
- Labeo camerunensis Trewavas, 1974
- Labeo capensis (A. Smith, 1841) (Orange River mudfish)
- Labeo chariensis Pellegrin, 1904
- Labeo chrysophekadion (Bleeker, 1850) (cá ét mọi)
- Labeo congoro W. K. H. Peters, 1852 (purple labeo)
- Labeo coubie Rüppell, 1832 (African carp)
- Labeo curchius (Hamilton, 1822)
- Labeo curriei Fowler, 1919
- Labeo cyclopinnis Nichols & Griscom, 1917
- Labeo cyclorhynchus Boulenger, 1899 (harlequin sharkminnow)
- Labeo cylindricus W. K. H. Peters, 1852 (redeye labeo)
- Labeo degeni Boulenger, 1920
- Labeo dhonti Boulenger, 1920
- Labeo dussumieri (Valenciennes, 1842)
- Labeo dyocheilus (McClelland, 1839)
- Labeo erythropterus Valenciennes, 1842
- Labeo falcipinnis Boulenger, 1903
- Labeo fimbriatus (Bloch, 1795) (fringed-lipped peninsula carp)
- Labeo fisheri D. S. Jordan & Starks, 1917 (green labeo, mountain labeo)
- Labeo forskalii Rüppell, 1835
- Labeo fuelleborni Hilgendorf & Pappenheim, 1903 (Fuelleborn's labeo)
- Labeo fulakariensis Tshibwabwa, Stiassny & Schelly, 2006
- Labeo gonius (Hamilton, 1822) (Kuria labeo, gnhora)
- Labeo greenii Boulenger, 1902
- Labeo gregorii Günther, 1894 (Gregori's labeo)
- Labeo horie Heckel, 1847
- Labeo indramontri H. M. Smith, 1945 (Cá linh chuối)
- Labeo kawrus (Sykes, 1839)
- Labeo kibimbi Poll, 1949
- Labeo kirkii Boulenger, 1903
- Labeo kontius (Jerdon, 1849) (pigmouth carp)
- Labeo lineatus Boulenger, 1898
- Labeo longipinnis Boulenger, 1898
- Labeo lualabaensis Tshibwabwa, 1997
- Labeo lukulae Boulenger, 1902 (red-spot mudsucker)
- Labeo luluae Fowler, 1930
- Labeo lunatus R. A. Jubb, 1963 (Upper Zambezi labeo)
- Labeo macmahoni Zugmayer, 1912
- Labeo macrostoma Boulenger, 1898
- Labeo maleboensis Tshibwabwa, 1997
- Labeo meroensis Moritz, 2007
- Labeo mesops Günther, 1868 (tana labeo)
- Labeo microphthalmus F. Day, 1877
- Labeo mokotoensis Poll, 1939
- Labeo molybdinus du Plessis, 1963 (leaden labeo)
- Labeo moszkowskii C. G. E. Ahl, 1922
- Labeo nandina (Hamilton, 1822)
- Labeo nasus Boulenger, 1899
- Labeo nigricans Boulenger, 1911
- Labeo nigripinnis F. Day, 1877
- Labeo niloticus (Linnaeus, 1758)
- Labeo nunensis Pellegrin, 1929
- Labeo pangusia (Hamilton, 1822)
- Labeo parvus Boulenger, 1902
- Labeo pellegrini Zolezzi, 1939
- Labeo percivali Boulenger, 1912 (Ewaso Nyiro labeo)
- Labeo pietschmanni Machan, 1930
- Labeo polli Tshibwabwa, 1997
- Labeo porcellus (Heckel, 1844) (Bombay labeo)
- Labeo potail (Sykes, 1839)
- Labeo quadribarbis Poll & J. P. Gosse, 1963
- Labeo rajasthanicus A. K. Datta & Majumdar, 1970
- Labeo rectipinnis Tshibwabwa, 1997
- Labeo reidi Tshibwabwa, 1997
- Labeo ricnorhynchus (McClelland, 1839)
- Labeo rohita Hamilton, 1822 (cá trôi Ấn Độ, cá trôi đen, cá rôhu, cá rohu)
- Labeo rosae Steindachner, 1894
- Labeo roseopunctatus Paugy, Guégan & Agnèse, 1990
- Labeo rouaneti Daget, 1962
- Labeo rubromaculatus Gilchrist & W. W. Thompson, 1913 (Tugela labeo)
- Labeo ruddi Boulenger, 1907 (silver labeo)
- Labeo sanagaensis Tshibwabwa, 1997
- Labeo seeberi Gilchrist & W. W. Thompson, 1911 (Clanwilliam sandfish)
- Labeo senegalensis Valenciennes, 1842
- Labeo simpsoni Ricardo-Bertram, 1943
- Labeo sorex Nichols & Griscom, 1917
- Labeo stolizkae Steindachner, 1870
- Labeo trigliceps Pellegrin, 1926
- Labeo udaipurensis Tilak, 1968
- Labeo umbratus (A. Smith, 1841) (moggel)
- Labeo victorianus Boulenger, 1901 (ningu)
- Labeo weeksii Boulenger, 1909 (sicklefin labeo)
- Labeo werneri Lohberger, 1929
- Labeo worthingtoni Fowler, 1958
- Labeo yunnanensis B. L. Chaudhuri, 1911